# Джесика Нол
Джесика Нол (на английски: Jessica Knoll) е американска журналистка и писателка на произведения в жанра драма и трилър.

## Биография и творчество
Джесика Нол е родена през 1983 г. във Филаделфия, Пенсилвания, САЩ. Отраства в Честър Спрингс. Завършва гимназия „Шипли“ в Брин Мор, Пенсилвания. В периода 2002 – 2006 г. следва в колежа „Хобарт и Уилям Смит“ в Женева, щат Ню Йорк.
След дипломирането си се премества в Ню Йорк и започва работа в „Paradigm Talent Agency“, после като помощник-редактор в „Popular Science“. След това в периода 2008 – 2013 г. работи като помощник-редактор и редактор в „Cosmopolitan“, а в периода 2013 – 2014 г. е редактор на статии в „SELF“. Вдъхновена от произведенията на Джилиан Флин, решава сама да пише романи и посещава курсове в Нюйоркския университет.
Първият ѝ роман, „Най-щастливото момиче на света“, е издаден през 2015 г. Главната героиня Ани е красива и богата, но миналото ѝ крие тайна от времето ѝ в гимназия „Брадли“, която тя болезнено прикрива. Когато е поканена да участва в документален филм за трагедия за загинали ученици от „Брадли“, тя решава да се срещне с миналото си, но това се оказва трудно и опасно решение. Съгласно признанията на авторката, романът отразява и нейните лични преживявания – като 15-годишна е била изнасилена от трима съученици на ученическо парти. Романът става веднага бестселър и я прави известна. Закупен е за екранизиране от „Lionsgate“.
През 2018 г. е издаден вторият ѝ роман „The Favourite Sister“ (Любимата сестра).
Джесика Нол живее със семейството си в Санта Моника.

## Произведения

### Самостоятелни романи
- Luckiest Girl Alive (2015)
Най-щастливото момиче на света, изд.: ИК „Хермес“, Пловдив (2017), прев. Павлина Миткова, Нина Русева
- The Favourite Sister (2018)

### Екранизации
- Luckiest Girl Alive – в реализация